# شهر زیرزمینی و دستکند تفرش
شهر زیرزمینی و دستکند تفرش محوطه‌ای تاریخی-باستانی در شهر تفرش می‌باشد. کاوش این محوطه به سفارش شهرداری تفرش و توسط گروه باستان‌شناسی دانشگاه نیشابور در سال ۱۳۹۸ آغاز شد. تا به حال دو مرحله کاوش در این محوطه صورت گرفته اما بنظر کاوش این محوطه باستانی هنوز به‌طور کامل به پایان نرسیده‌است اما بخشی از آن برای عموم در دسترس گذاشته شده‌است. این محوطه در فهرست آثار ثبت ملی ایران ثبت شده است.
براساس داده‌های باستانشناسان، این محوطه دارای سه طبقه استقراری بوده و و با ۱۵۰ هکتار وسعت، «وسیع‌ترین محوطه دستکند ایران و یکی از وسیع‌ترین محوطه‌های زیرزمینی در خاورمیانه و دنیای باستان‌شناسی است.» قدمت این محوطه تاریخی-باستانی به بیش از ۱۰۰۰ سال می‌رسد و متعلق به دوره سلجوقی است.
راه‌های دسترسی به این محوطه در زمانه تاریخی خود به دلایلی پر و بسته شده و این دوره از بعد از دوره تاریخی ایلخانیان در معرض دسترس انسان نبوده‌است.